# Apicia megania
Apicia megania är en fjärilsart som beskrevs av Druce 1892. Apicia megania ingår i släktet Apicia och familjen mätare. Inga underarter finns listade i Catalogue of Life.